# Martin Jakubko
 Martin Jakubko  (n. 26 de febrero de 1980) es un exfutbolista eslovaco que juega de delantero para el Amkar Perm de la Russian Premier League y la selección de fútbol de Eslovaquia.

## Carrera en la selección
El 30 de noviembre de 2004, Jakubko debutó para la selección eslovaca en la victoria 2–1 sobre la Selección de fútbol de Estonia en la fase de clasificación para la Copa Mundial de fútbol de 2006. Marcó su primer gol con la selección contra Polonia (2–2) en un amistoso el 7 de febrero de 2007. En la fase de clasificación para el Mundial de Sudáfrica 2010 jugó 6 partidos y ayudó a los eslovacos a clasificarse para el torneo marcando dos goles.
Ha sido internacional con la Selección de fútbol de Eslovaquia, ha jugado 25 partidos internacionales y ha anotado 4 goles.

### Participaciones en Copas del Mundo
| Mundial                        | Sede      | Resultado    |
| ------------------------------ | --------- | ------------ |
| Copa Mundial de Fútbol de 2010 | Sudáfrica | 8.º de final |

## Clubes
| Club                     | País       | Año       |
| ------------------------ | ---------- | --------- |
| 1. FC Tratan Presov      | Eslovaquia | 1999-2003 |
| FK Dukla Banská Bystrica | Eslovaquia | 2003-2006 |
| FC Saturn                | Rusia      | 2006-2008 |
| FC Khimki                | Rusia      | 2008      |
| FC Moscú                 | Rusia      | 2009      |
| FC Saturn                | Rusia      | 2010      |
| FC Dinamo Moscú          | Rusia      | 2010      |
| FK Dukla Banská Bystrica | Eslovaquia | 2011      |
| Amkar Perm               | Rusia      | 2012-     |